# 與那覇結衣
與那覇 結衣（よなは ゆい、1998年5月21日 - ）は、日本の元子役、ダンサー、ライブアイドルのユニットDrop'sおよびusa☆usa少女倶楽部の元メンバーである。アイビィーカンパニーに所属していた。

## 人物
3歳より本格的なダンスレッスンを始め、4歳で『にほんごであそぼ』『夢りんりん丸』のレギュラーとして出演する。5歳の時出演した『ちびっこカラオケ名人No.1決定戦』では、年上の小学生の相手を破り特別賞を受賞した。2009年よりユニットDrop'sに加入し、ライブアイドルとしての活動を始める。また、2011年1月にユニットusa☆usa少女倶楽部に2期生メンバーとして加入しライブ活動を行っていたが、2012年9月に脱退した。
本人は東京都出身であるが、父は沖縄県出身である。

## 主な芸歴
- 『にほんごであそぼ』（NHK教育）
2003年4月  -  2013年3月「ゆい」役でレギュラー出演。
- 『夢りんりん丸』（NHK教育）
2003年4月　-　2005年3月、番組の子役ダンサー、プチクルーの最年少メンバー「ゆい」としてレギュラーで出演した。
- 『ちびっこカラオケ名人No.1決定戦』
最年少の5歳で出場。「ひょっこりひょうたん島」などを歌う。特別賞を受賞。
- Drop's
2009年9月 - 2011年11月　OrangeHoopのユニットDrop'sのトランペット・ボーカルを経て活動。
- usa☆usa少女倶楽部
2011年1月　同じアイビィーカンパニー所属の4人と共にユニット活動再開後の2期生メンバーとして加入。
2011年11月 - 2012年6月 派生ユニットzipcodeのメンバー、リーダーとして活動
2012年2月 - 6月 派生ユニットChu♡niのメンバー、メインボーカルとして活動
2012年9月30日　体調不良および学業専念を理由に脱退[1]
2015年11月15日　TANISHITA'Sにサポートボーカルとして加入
2017年2月27日 TANISHITA'Sに正式加入